# Фиров, Эрвин
Э́рвин Фиров (нем. Erwin Vierow; 15 мая 1890 — 1 февраля 1982) — немецкий генерал пехоты (1941 год), командующий группы войск Север-Запад-Франция (1943—1944).

## Биография

### Первая мировая война
Военная карьера Эрвина Фирова началась в 1908 году, когда он поступил на службу в качестве прапорщика в 64-й пехотный полк. Он служил адъютантом 2-го батальона с 1912 по 1914 год. Во время Первой мировой войны он был ранен в бою в мае 1916 года и продолжал выполнять различные обязанности, в том числе был назначен в Генеральный штаб и служил начальником роты в 9-м пехотном полку.

### Межвоенный период
После войны Фиров продолжил свою военную карьеру и служил в Министерстве рейхсвера с 1929 по 1933 год. Затем он командовал II батальоном, а затем и всем 36-м пехотным полком с 1933 по 1936 год. С 1936 по 1937 год он занимал должность командира 105-го пехотного полка.

### Вторая Мировая война
В октябре 1937 года Эрвин Фиров был назначен начальником штаба 11-го армейского корпуса. Он занимал эту должность до сентября 1939 года, когда был назначен командиром 96-й пехотной дивизии, дислоцированной на территории 11-го военного округа, обеспечивающего военную безопасность на территориях свободного государства Брауншвейг, свободного государства Анхальт и южной части провинции Ганновер, а также набор и подготовку частей вермахта в этих районах. В этот период подчинялся Эмилю Леебу, с которым находился в хороших отношениях, что сблизило его со старшим братом Эмиля — Вильгельмом Фон Леебом. Позже он вновь выполнял штабную работу в тылу, командуя 9-й пехотной дивизией с августа 1940 года по январь 1941 года, осуществляя оккупационные функции во Франции как командующий округа — Георг фон Апелль как боевой генерал был переведен на фронт в Югославии после неудачи Муссолини на Балканах.
Уже в январе 1941 года, он был повышен с генерал-лейтенанта до генерала пехоты и назначен командующим 55-м армейским корпусом. Этот период стал наиболее оживлённым в его военной карьере. Он занимал эту должность до февраля 1943 года, позднее некоторое время занимая должность командующего 20-го армейского корпуса.
55-й армейский корпус формировался в 5-м военном округе (провинции Вюртемберг-Гогенцоллерн и Баден) с января 1941 г. в рамках подготовки к вторжению в Советский Союз, а в конце апреля под командованием Фирова был переброшен в Генерал-губернаторство Польша, введён в состав 6-й армии вермахта. Части корпуса в июне 1941 г. были сосредоточены на юго-западной границе Советской Украины по реке Буг севернее Львова. Изначально в корпус входили 75-я и 11-я пехотные дивизии, впоследствии же состав дивизий корпуса постоянно менялся в соответствии с изменениями оперативной обстановки. В разное время командованию корпуса были подчинены 45-я, 57-я, 88-я, 95-я, 295-я, 299-я пехотные дивизии, 100-я и 101-я легкопехотные (впоследствии егерские), а также ряд других частей. Эрвин Фиров командовал в приграничных сражениях, отражении контрудара советских танковых корпусов в районе Дубно, их окружении и уничтожении, командовал корпусом в сражении за Киев и сыграл ключевую роль в прорыве советской обороны Харькова и в первой битве за Харьков, где его военные навыки проявились наиболее ярко. Затем, в течение всего 1942 года, корпус вёл боевые действия в районе г. Ливны.
24 октября 1941 года во главе корпуса взял третий индустриальный центр СССР Харьков. Многими исследователями указывается, что на момент оккупации население Харькова (с беженцами достигавшее 1,5 млн.) превышало население Киева, так что он являлся крупнейшим по населению из городов Советского Союза, оккупированных Нацистской Германией за всю войну. За эту операцию Фиров был награждён Рыцарским Крестом Железного Креста.
25 октября издал приказ № 17 по корпусу, в котором, в частности, говорилось:

Солдаты!
Харьков, третий индустриальный город России, взят.
Это выдающийся успех достигнут благодаря вашей отваге…
Солдаты, мы гордимся вами. Только будущая история сможет полностью отдать должное вашей славе. Вы можете гордиться, что сделали огромный шаг на пути к окончательной победе. Вперёд, к победе!

Ещё накануне захвата Харькова командующий 55-м армейским корпусом генерал Эрвин Фиров издал приказ о правилах поведения немецких солдат в отношении гражданского населения, в котором говорилось, что крайняя жесткость в обращении с местным населением является «необходимой и обязательной». Уже в первые дни оккупации на балконах домов и телеграфных столбах вдоль центральных улиц города было повешено 116 горожан за сотрудничество с партизанским движением.
Стал немецким комендантом оккупированного Харькова после взрыва генерала Георга фон Брауна 14 ноября 1941 года радиоуправляемой миной по команде Ильи Старинова из Воронежа (немецкая комендатура была образована ещё 21 октября, до захвата города). Эрвин активно проводил политику «замирения» города, заключавшуюся, в частности, в публичных казнях за сотрудничество или пособничество партизанскому движению в городе. В остальном его участие в делах города сводилось к минимуму — основные обязанности по поддержанию порядка фактически были возложены на капитана Вильгельма Ландхельда, унтерштурмфюрера СС Ганса Рица, старшего ефрейтора немецкой тайной полевой полиции Рейнгарда Рецлава.
С июля 1943 года по июнь 1944 года Фиров служил командующим группы войск Север-Запад-Франция (который осуществлял оккупацию Франции) и военным комендантом военного административного округа А (который включал Леон, Орлеан и Руан, а также Нормандские острова).
В июне 1944 года Фиров стал командующим Генерального Командования Соммы, сосредоточив власть над оккупационными войсками во Франции. Тем не менее, он был захвачен британскими войсками в сентябре 1944 года и содержался в качестве военнопленного в лагере Клинтоне для военнопленных в Миссисипи, США. Он не предстал перед Нюрнбергским Процессом, отбыв непродолжительный срок в Клинтоне, избежав всякого наказания за преступления его войск во время войны на восточном фронте. Освобождён и репатриирован в зону оккупации союзников, а позднее в Западную Германию по окончании войны.
На протяжении своей военной карьеры Фиров получил несколько наград, в том числе Рыцарский крест Железного креста в ноябре 1941 года. Провёл спокойную послевоенную старость и скончался в 91 год в Текленбурге, в Германии.

## Награды
- Железный крест (1914) 2-го и 1-го класса (Королевство Пруссия)
- Нагрудный знак «За ранение» (1918) чёрный (Германская империя)
- Почётный крест Первой мировой войны 1914/1918 с мечами (1934)
- Медаль «За выслугу лет в вермахте»
- Пряжка к Железному кресту (1939) 2-го и 1-го класса
- Медаль «За зимнюю кампанию на Востоке 1941/42»
- Рыцарский крест железного креста (15 ноября 1941)